# Esperanza mía
Esperanza mía est une telenovela argentine diffusée en 2015-2016 sur El Trece.

## Synopsis
Julia Albarracín est la fille adoptive d'une ouvrière, qui travaille dans une usine de traitement de coton proche de Buenos Aires. Sa mère tombe gravement malade en travaillant dans cette usine, et décide de demander de l'aide à un ami avocat pour dénoncer les abus de l'entreprise. Malheureusement, celui-ci se fait assassiner. Sa mère adoptive morte et poursuivie par les sbires, Julia n'a pas d'autres choix que de fuir. Désespérée, elle prend au hasard un bus vers Buenos Aires car sa seule chance est de contacter Concepcion, l'amie nonne de sa mère adoptive. Durant ce voyage, elle fait la connaissance de Tomás qui se trouve être prêtre.  Arrivée à Buenos Aires, pour lui donner une couverture, Concepcion donne des habits de nonne à Julia, et la présente aux autres religieuses comme une nouvelle novice nommée "Esperanza". 
Cette telenovela est l'histoire d'un amour interdit entre un prêtre et une nonne qui devront se battre et se débattre contre vents et marées pour la survie de leur amour. Entre-temps, de drôles d'aventures et histoires imbriquées se passent à l'intérieur comme à l'extérieur du couvent.

## Distribution
- Lali Espósito : Julia "Esperanza" Albarracín
- Mariano Martinez : Tomás Ortiz / père Tomás
- Gabriela Toscano : Clara (la mère de Julia)
- Ana Maria Picchio : Concepción (la mère supérieure)
- Carola Reyna : la sœur Beatriz
- Federico D'Elía : Jorge Correa
- Rita Cortese : la sœur Genoveva
- Tomas Fonzi : Máximo Ortiz (le frère du père Tomás)
- Angela Torres : Lola
- Pedro Alfonso: el gato (ami du père Tom{\displaystyle {\acute {a}}}s)
- Natalie Pérez : Eva (la petite amie de Máximo)
- Alejandro Fiore : Pereyra (le principal sbire)
- Mónica Cabrera : Juana
- Karina K : la sœur María
- Laura Cymer : la sœur Diana
- Gipsy Bonafina : la sœur Suplicio
- Vanesa Butera : la sœur Carmela
- Leticia Siciliani : la sœur Nieves
- Franco Masini : Pedro Correa (le fils de Jorge)
- Margarita Molfino : Corina
- Virginia Kaufmann : Pilar
- Stéfano de Gregorio : Federico
- Malena Luchetti : Pato
- Eliseo Barrionuevo : Miguel (l'ex-petit ami de Julia)
- Federico Barga : Osqui
- Camila Mateos : Valentina
- Carlos Kaspar : le père Fortunato
- Alberto Fernández de Rosa : évêque
- Abril Sanchez : Julieta
- Manuel Ramos : ancien élève du Collège Santa Rosa
- Lucia Pecrul : Mercedes
- Florencia Ortiz : Alicia (la femme de Jorge)
- Paula Brasca : Cynthia

## Diffusion
- El Trece
- El Trece Internacional
- Unicanal
- Teledoce
- Amérique latine : MTV (2016)
- Chilevisión (2016)
- V+ TVI (2024)[2]